# 北京地铁亦庄线
北京地铁亦庄线连接中国北京市丰台区宋家庄站至通州区亦庄火车站，是北京地铁的一条地铁线路，走线呈V字型，连接北京市区和亦庄新城经济技术开发区，2010年12月30日投入运营。
亦庄线正线全长23.25公里，其中地下线8.67公里，高架线13.80公里、过渡段0.78公里。此外宋家庄出入段线长1.35公里，亦庄火车站出入段线长0.61公里。全线共设车站14座。线路的标志色为 Pantone 226C 。

## 历史

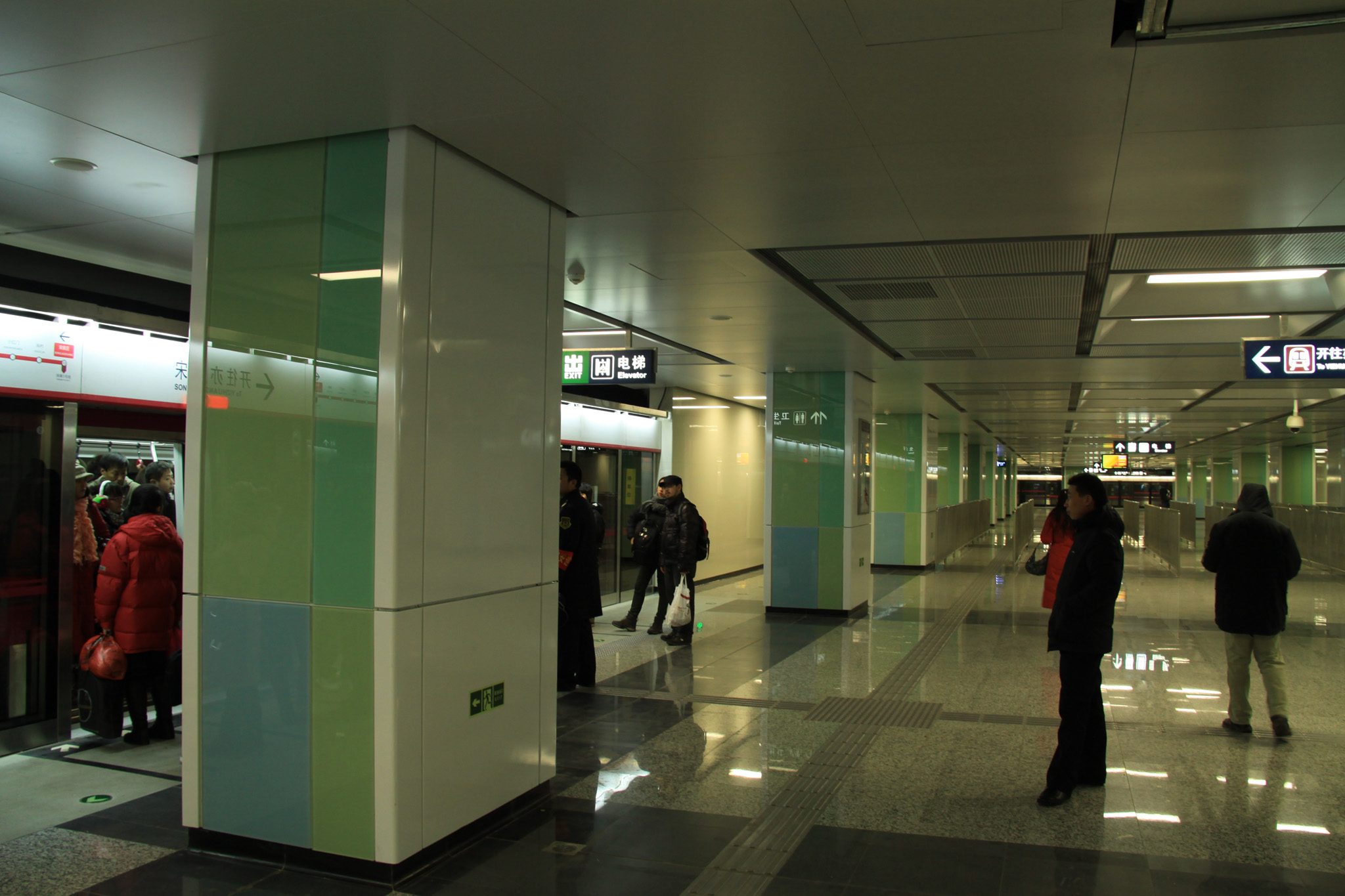
宋家庄站出城方向换乘站站台，左侧为亦庄线出城列车，稍远处为终点于宋家庄站的5号线列车。

### 早期规划
早在2004年，亦庄线的规划就已经被原则性同意，线路走向与现在线路主要在亦庄开发区核心区内有所区别，长度略短。
2008年初亦庄线的规划被完全确定，原计划接驳5号线途径旧宫，亦庄桥南后沿博大路（北京经济技术开发区核心区住宅区与工业区的分界大街）的规划改变为了跨越博大路，沿中和街行进的线路。

### 最终规划以及施工
2007年12月8日，亦庄线正式开工。亦庄线采用了BT（建设－移交）模式，这种建设方式是指先由建设方建设，再转交给运营公司。这种方式占亦庄线融资额的三分之一。 而不久之后的2008年12月2日，在中国政府推出扩大内需十项措施之后，北京市政府要求在建地铁加快工期，亦庄线的工期进行了重排，通车日期从2012年5月提前到2010年底。
2010年9月，此线路主体施工全部完工，并开始3个月的空载试运行。2010年12月30日，除亦庄火车站外其余13座车站（宋家庄—次渠段）正式开通试运营。2018年12月30日，次渠—亦庄火车站开通运营。
2023年7月，《北京市亦庄轻轨工程竣工环境保护验收调查报告》公布。

## 车站
亦庄线的14座车站中，其中有3座为换乘站。宋家庄站、肖村站、小红门站、次渠南站、次渠站、亦庄火车站6座均为地下站，旧宫站至经海路站8座均为地上高架车站。地下站除宋家庄站外其余5座地下车站结构设计与五号线的双层地下岛式站台相似，在内饰上稍为有所不同，而地上高架站台结构为侧式站台，外形设计又分为两种：“飘板”式和“木盒子”式。旧宫站、亦庄文化园站、同济南路站、荣京东街站设有可容纳200个停车位的P+R停车场以方便亦庄开发区以及马驹桥的居民停车搭乘地铁出行。
亦庄线其中有3座换乘站，宋家庄站可换乘北京地铁5号线，10号线，荣昌东街站可出站换乘北京亦庄新城现代有轨电车T1线，次渠站可换乘17号线。
在未来远期规划中，以下车站将与其他线路接驳：
- 旧宫站、荣京东街站：与31号线（原29号线/L5线）换乘
- 亦庄火车站：与21号线（原S6线）换乘

### 车站列表
所有車站都位於北京市內。
| 一期                                                             | 宋家庄     | 0     | 0    | 5号线 10号线 | 丰台区 | 2010年12月30日 | 地下港湾式月台 西班牙式月台布局 | 左或右侧 |
| ↑現狀運營至宋家庄，近期直通 5号线运行                            |            |       |      |              |        |                |                                 |          |
| 亦5直通增設車站                                                  | 郭家庄路   |       |      | 不適用       | 朝阳区 | 2028年         | 地下双岛式站台                  |          |
| 一期                                                             | 肖村       | 2631  | 2631 | 不適用       | 朝阳区 | 2010年12月30日 | 地下岛式站台                    | 左侧     |
| 一期                                                             | 小红门     | 3906  | 1275 | 不適用       | 朝阳区 | 2010年12月30日 | 地下岛式站台                    | 左侧     |
| 一期                                                             | 旧宫       | 6272  | 2366 | 不適用       | 大兴区 | 2010年12月30日 | 高架侧式站台                    | 右侧     |
| 一期                                                             | 亦庄桥     | 8254  | 1982 | 不適用       | 大兴区 | 2010年12月30日 | 高架侧式站台                    | 右侧     |
| 一期                                                             | 亦庄文化园 | 9247  | 993  | 不適用       | 大兴区 | 2010年12月30日 | 高架侧式站台                    | 右侧     |
| 一期                                                             | 万源街     | 10975 | 1728 | 不適用       | 大兴区 | 2010年12月30日 | 高架侧式站台                    | 右侧     |
| 一期                                                             | 荣京东街   | 12065 | 1090 | 不適用       | 大兴区 | 2010年12月30日 | 高架侧式站台                    | 右侧     |
| 一期                                                             | 荣昌东街   | 13420 | 1355 | 亦庄T1线[1]  | 大兴区 | 2010年12月30日 | 高架侧式站台                    | 右侧     |
| 一期                                                             | 同济南路   | 15757 | 2337 | 不適用       | 通州区 | 2010年12月30日 | 高架混合式站台                  | 右侧     |
| 一期                                                             | 经海路     | 18058 | 2301 | 不適用       | 通州区 | 2010年12月30日 | 高架侧式站台                    | 右侧     |
| 一期                                                             | 次渠南     | 20113 | 2055 | 不適用       | 通州区 | 2010年12月30日 | 地下岛式站台                    | 左侧     |
| 一期                                                             | 次渠       | 21394 | 1281 | 17号线       | 通州区 | 2010年12月30日 | 地下岛式站台                    | 左侧     |
| 一期                                                             | 亦庄火车站 | 22728 | 1334 | 亦庄站       | 通州区 | 2018年12月30日 | 地下岛式站台                    | 左侧     |
| 增建车站                                                         | 台湖西     |       |      |              | 通州区 | 規劃中         | 地面侧式站台                    |          |
| 注释                                                             |            |       |      |              |        |                |                                 |          |
| 1 荣昌东街站可出站换乘北京亦庄新城现代有轨电车T1线，需另行计费。 |            |       |      |              |        |                |                                 |          |

## 技术
亦庄线将采用中国国产信号系统，以结束外国企业对北京地铁信号系统的垄断，可以降低购买费用和运营成本。

## 使用车辆
亦庄线使用的北京地铁DKZ32型电动车组于2010年生产，车头为粉色涂装，侧面为银灰色涂装，共23组138辆。
列车配属于台湖车辆段和宋家庄停车场，每节车厢共4对车门（均为电动内藏门）。

### 列车编组
|              | DKZ32 / CED5001 ← 宋家庄方向亦庄火车站 方向→ |          |         |          |          |            |
| 车辆编号     | 1                                            | 2        | 3       | 4        | 5        | 6          |
| 集电靴       | 无                                           | 有       | 无      | 有       | 有       | 无         |
| 形式区分     | YZ 0××1                                      | YZ 0××2  | YZ 0××3 | YZ 0××4  | YZ 0××5  | YZ 0××6    |
| 形式区分     | Tc                                           | M        | T       | M        | M        | Tc         |
| 动力单元     | 单元1                                        | 单元1    | 单元2   | 单元2    | 单元3    | 单元3      |
| 安装机器设备 | SIV (L) CP                                   | VVVF (R) | -       | VVVF (L) | VVVF (L) | SIV (R) CP |
| 车辆重量     | 30.0 t                                       | 35.0 t   | 28.0 t  | 35.0 t   | 35.0 t   | 30.0 t     |
| 额定载客量   | 226人                                        | 244人    | 244人   | 244人    | 244人    | 226人      |

范例
- VVVF：牵引逆变器装置
- SIV：辅助电源装置
- CP：电动空气压缩机

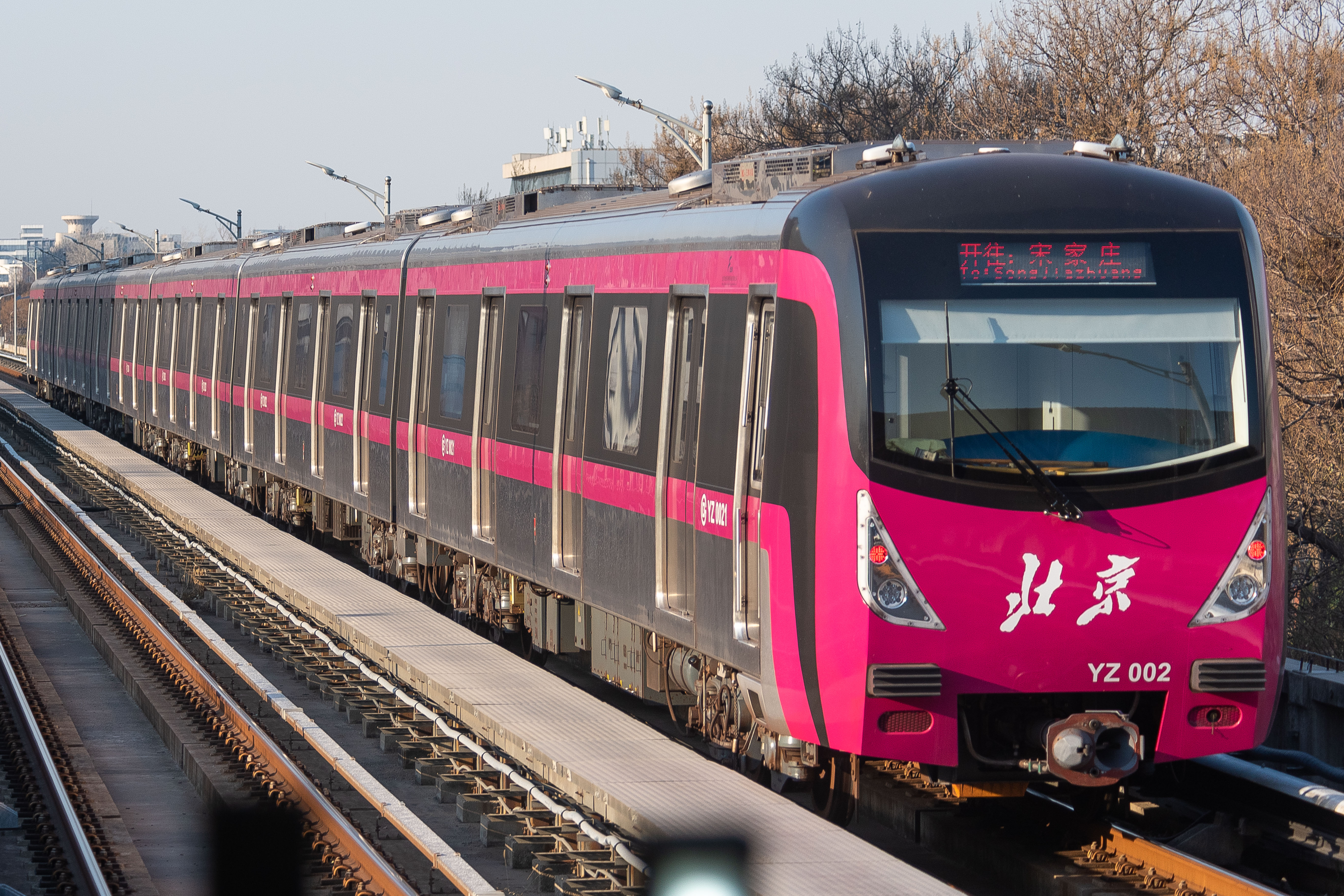
厂修后的YZ 002号车组
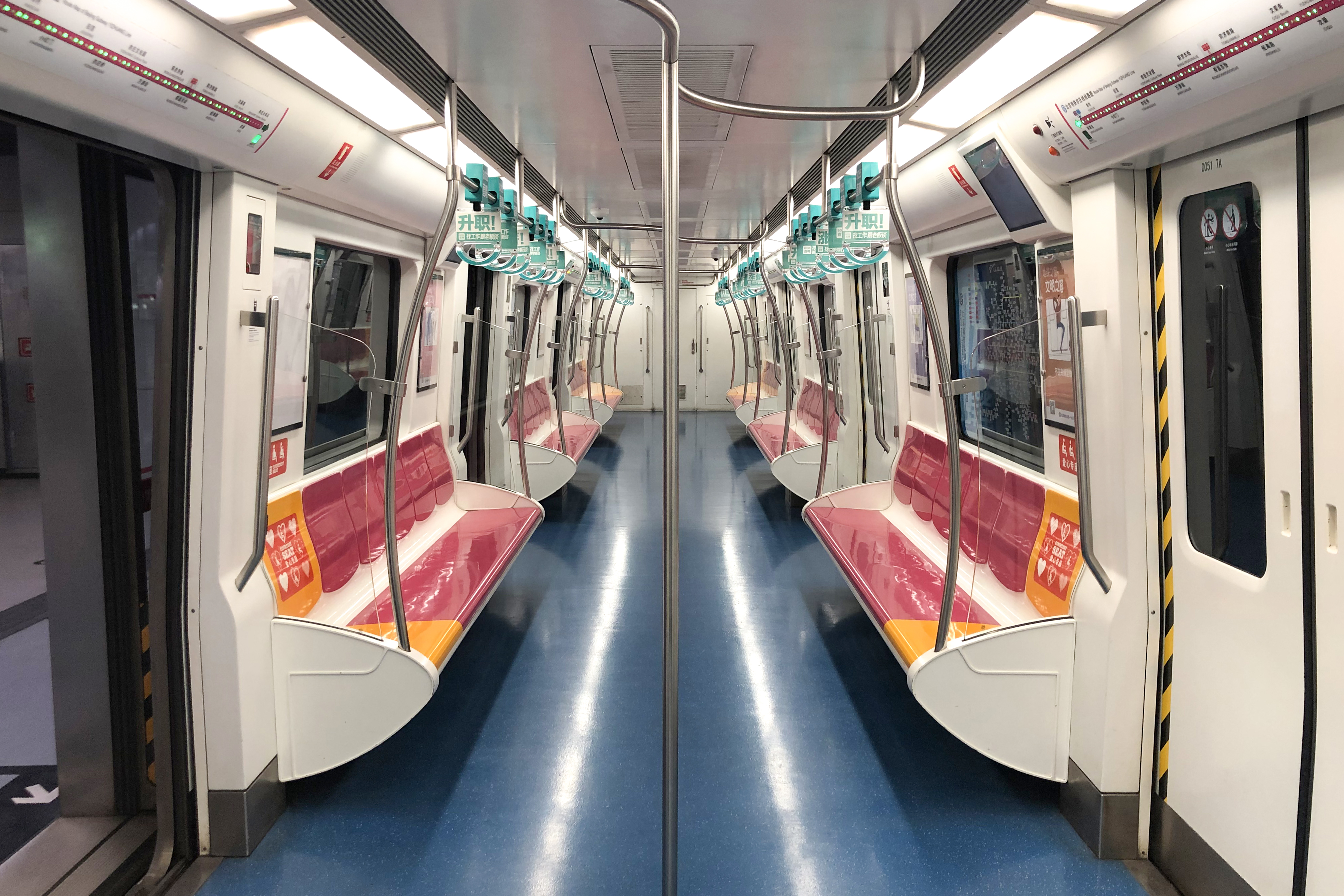
YZ 005号车组客室内部（厂修前）
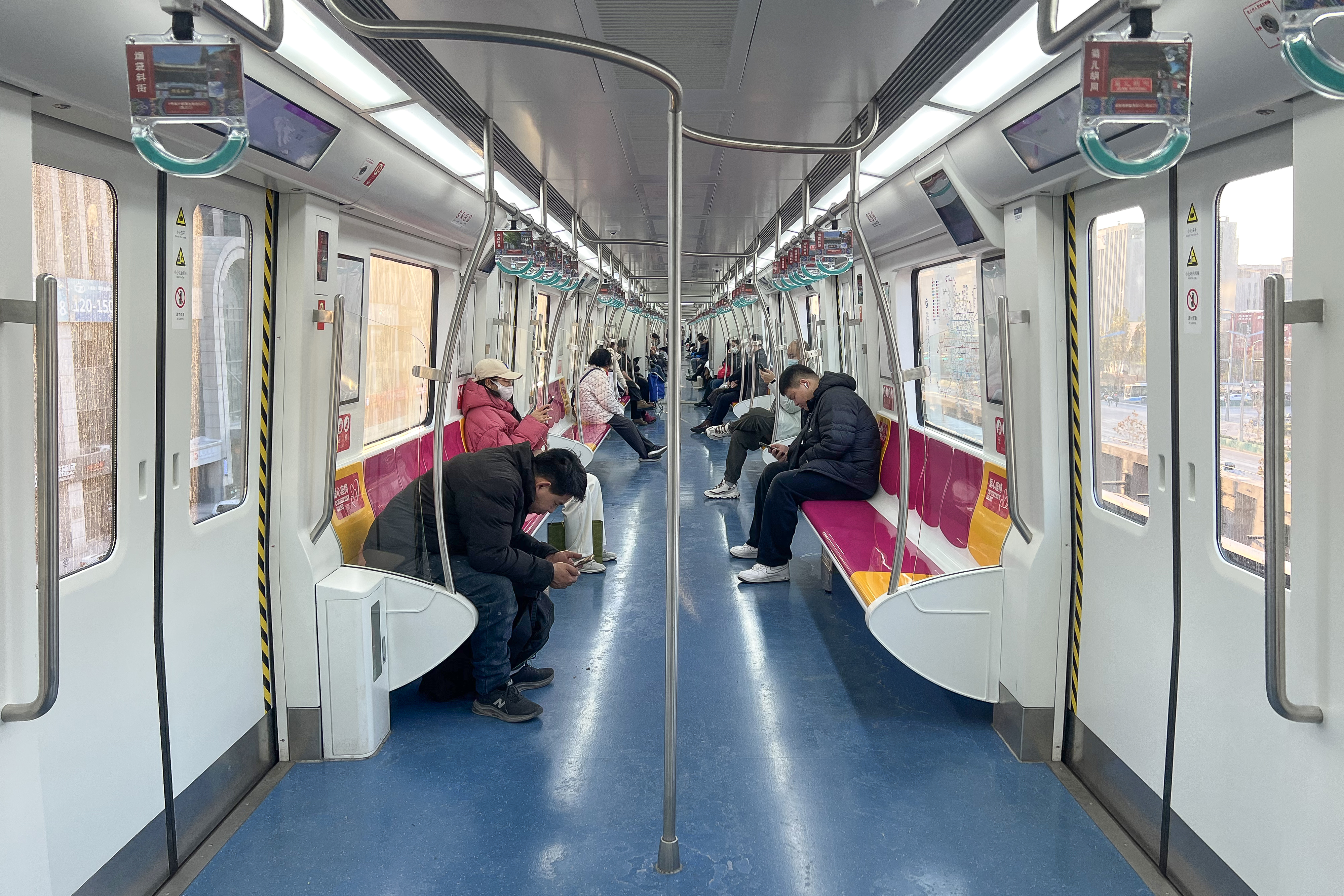
YZ 002号车组客室内部（厂修后）
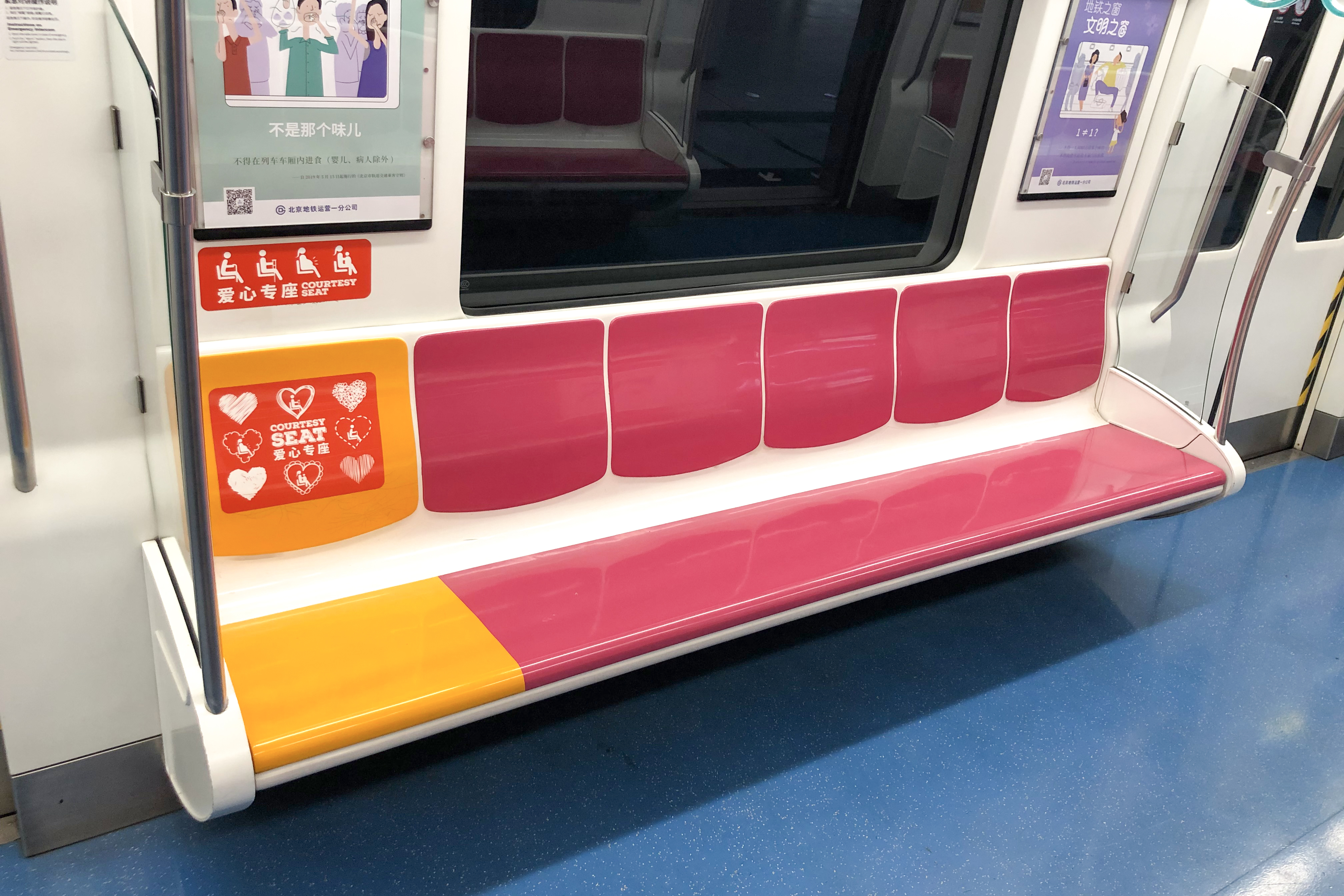
列车客室内部的座椅（黄色为特殊人士专座）

## 未来发展

### 增设台湖车辆段站
2023年，计划完成亦庄线在台湖车辆段加站前期研究，即由目前的终点站亦庄火车站向东北方向延伸一站。
2025年8月11日，北京市公共资源交易服务平台发布了北京轨道交通亦庄线台湖车辆段增设站点工程的勘察及设计招标计划。计划提及将利用并改造现状台湖车辆段建设一座车站，实现多周边的轨道交通服务，站台设计为地面单侧车站。

### 跨线运营
亦庄线当前与5号线、10号线需要在宋家庄站换乘。《北京市轨道交通第三期建设规划（2022-2027年）》中，新增亦庄线与5号线、10号线的联络线工程。
根据2022年7月的《北京市轨道交通第三期建设规划（2022-2027年）》环境影响评价第二次公示，联络线工程南起亦庄线肖村站，向北经宋家庄车辆基地后，分别与5号线宋家庄站、10号线成寿寺站衔接。其中：宋家庄车辆基地场外新建线路长度 1.1km，包含地面线 0.25km、地下线 0.5km、过渡段 0.35km；宋家庄车辆基地场内改造洗车线、洗车库、咽喉区等地面线路 0.5km。
2025年6月25日，亦庄线至5号线、10号线联络线工程进行第一次环评公示，联络线总长度由1.6km增加到2.7km。根据7月1日发布的土建施工招标计划，联络线南起亦庄线肖村站，沿宋家庄大修厂西侧的试车线廊道向北，接入5号线宋家庄站东侧的出入线。 其中：新建线路约2.26km，利用既有线路0.44km。均为地下线。7月14日，进行第二次环评公示。环评征求意见稿提及，联络线预留郭家庄路地下车站一座，亦庄线至10号线联络线改为预留远期实施。